# Columbo: Ruhe sanft, Mrs. Columbo
Ruhe sanft, Mrs. Columbo (Originaltitel: Rest in Peace, Mrs. Columbo) ist eine erstmals auf ABC gesendete Episode der Kriminalfilm-Reihe Columbo aus dem Jahr 1990. Die deutschsprachige Erstausstrahlung der vierten Folge der neunten Staffel erfolgte im Jahr 1991 durch den Fernsehsender RTL plus. Die US-amerikanische Schauspielerin Helen Shaver verkörpert als Immobilienmaklerin und rachsüchtige Witwe Vivian Dimitri die Gegenspielerin von Inspektor Columbo, dargestellt von Peter Falk.

## Handlung
Vivian Dimitri ist eine erfolgreiche Immobilienmaklerin, hinter deren sanftmütigem Auftreten sich eine verletzliche und verbitterte Frau verbirgt. Ihr Ehemann, Pete Garibaldi, starb kürzlich im Gefängnis an einem Herzinfarkt. Er hatte Geld veruntreut und einen Mitwisser ermordet. Dimitri macht zwei Personen für den Tod ihres geliebten Ehemannes verantwortlich: Charlie Chambers, ihren Vorgesetzten, der mitunter seine Kunden betrügt, sowie Inspektor Columbo, der Garibaldi seinerzeit überführte. Eines Abends sucht sie Chambers im Büro auf und macht ihm schwere Vorwürfe: Als damaliger Arbeitskollege habe er der Polizei den entscheidenden Hinweis gegeben, woraufhin Garibaldi zu zehn Jahren Haft verurteilt wurde. Trotz gegenteiliger Behauptungen ihres Gegenübers erschießt sie den „Verräter“ mit einem schallgedämpften Revolver. Sie nimmt dessen Brieftasche an sich und begibt sich anschließend zu einem Abendessen mit ihrem verheirateten Geliebten Leland St. John. Unter dem Vorwand, sich in den Waschraum zu begeben, verlässt sie zwischenzeitlich das Restaurant, um mit Chambers Bankkarte 200 US-Dollar an einem nahegelegenen Geldautomaten abzuheben und sich auf diese Weise ein Alibi zu verschaffen. Später verbringt sie die angehende Nacht in einem Hotelzimmer mit St. John. Gegen zwei Uhr morgens verabschiedet sich Dimitri und kehrt an den Tatort zurück. Nachdem sie die Brieftasche wieder beim Toten abgelegt hat, entwendet sie außerdem einige Akten. Auf dem Weg nach Hause entsorgt sie die Waffe in einem Neubaugebiet und verbrennt die gestohlenen Unterlagen, damit es so aussieht, als wäre ein von Chambers verprellter Käufer aus der Nachbarschaft der Täter.
Am nächsten Morgen findet Chambers’ Sekretärin DeDe Perkins die Leiche und alarmiert die Polizei. Columbo ist ebenso vor Ort – genau wie Dimitri es erwartet hat, als sie sich vor der Umsetzung ihres Planes bei seinen Kollegen vergewisserte, dass der Inspektor aus dem Urlaub zurückgekehrt ist. Bei der Befragung erklärt sie zunächst, Chambers im Büro lebend gesehen zu haben und auf direktem Weg nach Hause gefahren zu sein. Nur widerwillig gibt sie ihr tatsächliches Alibi preis, das ihr Liebhaber kurz darauf in Sorge um seine Ehe nur zögernd bestätigt. Ein kleiner Zettel mit Notizen beim Ermordeten führt Columbo danach zu einem illegalen Buchmacher. Chambers hatte erfolgreich auf ein Basketballspiel gewettet und 1400 US-Dollar in bar bei sich. Aus welchem Grund sollte er zusätzlich noch Geld am Automaten abheben? Offenbar wurden bewusst falsche Spuren gelegt, um die wahre Todeszeit zu verschleiern. Da St. John zugibt, seine Begleitung im Restaurant für ein paar Minuten aus den Augen verloren zu haben, gerät Dimitri stärker unter Verdacht. Zwischenzeitlich wurde auch die Tatwaffe gefunden. Obwohl der in der Nähe wohnende Mitchell Connolly wegen eines missglückten Immobiliengeschäftes ein Motiv haben könnte, geht Columbo bei seinen Ermittlungen seiner ursprünglichen Intuition nach. Dennoch lässt er Connolly mit übertrieben großem Polizeiaufgebot zum Verhör abholen und Dimitri damit weiterhin im Glauben, ihre Vergeltungsmaßnahmen unentdeckt fortsetzen zu können.
Während Dimitri auffälliges Interesse am Privatleben des Inspektors zeigt, insbesondere an seiner Ehefrau, erinnert sich dieser an die flüchtige Begegnung mit ihr im Rahmen der damaligen Untersuchungen im Fall Garibaldi. Als angeblichen Beleg für ihre Beteuerung, keinen Groll gegen Columbo zu hegen, überreicht sie ihm ein Glas der von seiner Frau bevorzugten Zitronenmarmelade und hofft, Mrs. Columbo bald persönlich kennenzulernen. Am Abend trifft der besorgte Inspektor Dr. Steadman, Dimitris früheren Psychiater, in San Francisco. Trotz seiner ärztlichen Schweigepflicht erfährt Columbo indirekt durch ihn von dem verwirrten Geisteszustand seiner des Mordes verdächtigen Gegenspielerin und den für ihn – und vor allem für seine Frau – beunruhigenden Aussichten: Ihre Rachegelüste demjenigen gegenüber, der ihr angeblich Unrecht getan hat, würden nur dann in eine vollständige Befriedigung münden, wenn die betreffende Person weiß, wer das Verbrechen begangen hat und warum. Am nächsten Tag erhält der Inspektor traurige Neuigkeiten von Sergeant Brady: Mrs. Columbo wurde in ein Krankenhaus eingeliefert und erwacht nicht mehr aus der Bewusstlosigkeit. Nach der Beerdigung lädt Columbo die ebenfalls unter den Trauergästen weilende Dimitri zu sich ein. Scheinbar isst er einen Toast mit jener Zitronenmarmelade, die sie ihm zuvor geschenkt hat. Kurz darauf klagt er über ein Unwohlsein. Am Telefon berichtet der Gerichtsmediziner, dass seine Frau vergiftet wurde. Dimitri sieht sich an ihrem Ziel, Rache an dem Inspektor zu üben, angekommen und gesteht in der Erwartung, den Inspektor in Kürze leblos am Boden liegen zu sehen, detailliert beide Morde. Sie labt sich dabei an seinem Leid und erfreut sich überdies, dass der Inspektor anscheinend keine Ahnung von ihren Machenschaften hat, was er zumindest ihr gegenüber stets behauptet. Doch Columbo erholt sich plötzlich und ruft Sergeant Brady aus dem Nebenzimmer herbei, der das Gespräch auf Band aufgezeichnet hat. Er erklärt seine Widersacherin darüber auf, dass das Haus, in dem sie sich befinden, ihm nicht gehöre, sondern Brady, und auch das Begräbnis nur vorgetäuscht worden sei. Das von Dimitri verschenkte Marmeladenglas habe er sofort zur Untersuchung in das Polizeilabor gebracht. Der Inspektor bringt sein Verständnis über die Motive Dimitris zum Ausdruck und auch sein Bedauern, dass ihr geliebter Ehemann im Gefängnis verstorben sei. Er sah damals bei seiner Verhaftung jedoch keinen anderen Weg. Außerdem teilte er ihr mit, dass er es ihr jedoch übelnehme, dass sie seine Frau und schließlich ihn selbst ermorden wollte. Bevor er fernmündlich mit Mrs. Columbo private Angelegenheiten bespricht, wird Dimitri festgenommen, nachdem sie dem Inspektor eine Ohrfeige verpasst hat.

## Hintergrund
Die andeutungsweise thematisierte Vorgeschichte der Unterschlagung von Geldern durch Pete Garibaldi zur Finanzierung des luxuriösen Lebens seiner Ehefrau ähnelt der Rahmenhandlung in der 13 Jahre zuvor produzierten Episode Todessymphonie.

## Besetzung und Synchronisation
Die deutschsprachige Synchronfassung entstand bei der Alster Studios Synchron.
| Figur                       | Darsteller          | Deutscher Sprecher |
| --------------------------- | ------------------- | ------------------ |
| Lieutenant Columbo          | Peter Falk          | Klaus Schwarzkopf  |
| Gaststars                   |                     |                    |
| Vivian Dimitri              | Helen Shaver        | Hildegard Krekel   |
| Leland St. John             | Ian McShane         | Achim Schülke      |
| Charlton „Charlie“ Chambers | Edward Winter       | Volker Bogdan      |
| Sergeant Brady              | Tom Isbell          | Nicolas König      |
| DeDe Perkins                | Teresa Ganzel       |                    |
| Mitchell Connolly           | Michael Alldredge   | Ben Hecker         |
| Pfarrer                     | Hugh Gillin         |                    |
| Mrs. Thornwood              | Rosanna Huffman     |                    |
| George Thornwood            | George Buck         |                    |
| Rudy                        | Don Calfa           |                    |
| Dr. Steadman                | Roscoe Lee Browne   | Horst Breiter      |
| Weitere Darsteller          |                     |                    |
| Liz Cooper                  | Peggy Walton-Walker |                    |
| Joe                         | Joe Bellan          | Utz Richter        |
| Jerry                       | Robert Balderson    |                    |
| Abe Lasko                   | Julius Branca       |                    |
| Theo Kellerman              | Roger Hampton       | Ben Hecker         |
| Kellner                     | Robin Bach          |                    |
| Oberkellner                 | Jean-Paul Vignon    |                    |
| Polizist in Zivil           | Ed McCready         |                    |

## Rezeption
Die Fernsehzeitschrift TV Spielfilm vergab eine positive Wertung (Daumen hoch): „Eine der unsterblichen Folgen der Reihe.“
Der Autor Michael Striss wertete mit vier von vier Sternen (Höhepunkt). Er lobte die Arbeit des Drehbuchautors, der bereits die Vorlagen für mehrere Folgen der dritten und vierten Staffel schrieb, und unterstrich die stimmige Besetzung sowie den inszenierten Spannungsbogen: „Lange hat man darauf gewartet, dass sich Peter S. Fischer mit einem Skript zurückmelden würde. Hier ist er nun, der Geniestreich des Autors, der wie kein zweiter zum weltweiten Erfolg der Serie beigetragen hat. Mit dieser Episode übertrifft er sich selbst. […] Auch Helen Shaver in der Hauptrolle überzeugt durch eindrucksvolle, zornige Präsenz. Prominente Darsteller wie Roscoe Lee Browne und Ian McShane runden das Ensemble wirkungsvoll ab. Das Ergebnis ist eine Meisterleistung, obwohl die Episode stark von dem bewährten Format abweicht. Dramaturgisch ist die Handlung ungewöhnlich eindrucksvoll aufgebaut. Schon der Beginn mit der für jeden Betrachter schockierenden Szene von Mrs. Columbos Beerdigung gleicht einem Paukenschlag. Von hier aus wird in kunstvoll geschnittenen Rückblenden das Geschehen aufgerollt. Dieser Rahmen ist eine deutliche Hommage an den Klassiker »The Barefoot Contessa« (Die barfüßige Gräfin) von Joseph L. Mankiewicz aus dem Jahr 1954: In mehreren Akten, die ihren Ausgang immer wieder bei der im strömenden Regen versammelten Trauergemeinde nehmen, wird jeweils eine neue Figur eingeführt, die das Vergangene aus ihrer subjektiven Sicht schildert. »Glaub’ mir, ich weiß, wie Autoren solche Serien schreiben«, versichert Columbo seiner Frau am Telefon. Fischer weiß in der Tat, welche Zutaten eine reizvolle Columbo-Episode ausmachen. Virtuos handhabt er den Mythos um Mrs. Columbo. Nicht nur die Mörderin, sondern vielmehr noch der arg gebeutelte Zuschauer wird immer wieder an der Nase herumgeführt. Nichts ist so, wie es scheint. Dass Mrs. Columbo tatsächlich tot sein soll, kann der Betrachter zwar nur schwer glauben. Aber es warten noch andere Fallen auf ihn. So meint man, nach 53 Episoden endlich einmal einen Blick in Columbos private vier Wände werfen zu können. Ein Fehlschluss! Bebenden Herzens entdeckt man dann zwei Fotorahmen auf dem Klavier – zweifelsohne Columbo mit seiner Frau […]! Doch selbst diese Illusion wird dem Zuschauer in einem genial konzipierten Finale noch genommen.“